# Scrooge (film 1922)
Scrooge è un cortometraggio muto del 1922, diretto da George Wynn.
Basato sul romanzo Canto di Natale di Charles Dickens, è uno dei tre cortometraggio prodotti in Inghilterra sul soggetto negli anni venti.
Il film è parte di una serie di 12 pellicole, intitolata Tense Moments with Great Authors, dedicata ad adattamenti da celebri opere letterarie. Protagonista è l'attore inglese Henry V. Esmond nel ruolo di Ebenezer Scrooge.
Considerato a lungo perduto, il film è stato riscoperto nel 1992 nei depositi della Library of Congress a Washington, sia pure in una versione ridotta per il pubblico americano.

## Trama
L'avaro e gretto Ebenezer Scrooge, alla vigilia di Natale, non vuole fare la carità né è intenerito dalla visita di un nipote. Tornato a casa, Scrooge vede il fantasma del suo ex socio che lo mette in guardia. La notte, verrà poi visitato da tre spiriti: lo spirito del Natale passato, lo spirito del Natale presente e lo spirito del futuro che lo attende se non cambia atteggiamento verso gli altri.

## Produzione
Il film fu prodotto nel Regno Unito da Master Films.

## Distribuzione
Il film uscì nelle sale cinematografiche britanniche nel gennaio 1922. È oggi reso disponibile in video da British Exhibitors' Films e Spectra Filmworks.